# Dactylorhiza turcestanica
Dactylorhiza turcestanica là một loài thực vật có hoa trong họ Lan. Loài này được (G.Keller & Soó) ined. mô tả khoa học đầu tiên.